# Fornacalia
De Fornacalia waren in de Romeinse oudheid de feesten van de fornaces (ovens waarin het graan wordt gedroogd om langer te bewaren), ter ere van Fornax. Ze werden per curia gevierd en de data werden vastgesteld door de curio Maximus (leider van de curiae), die ze aankondigde in tabletten, die op het forum Romanum geplaatst werden.

Ze werden afgesloten door de Quirinalia op 17 februari, waarbij zij die niet wisten tot welke curia ze behoorden de nodige offers brachten. Het festival zou zijn ingesteld door Numa Pompilius (Plin., H.N. XVIII 2.). Tot in de tijd van Lactantius (Lactant., I 20.) werd het gevierd.

## Referentie
- W. Smith, art. Fornacalia, in W. Smith (ed.), A Dictionary of Greek and Roman Antiquities, Londen, 1875, pp. 545‑546.